# Libiya, Libiya, Libiya

Flagge des Königreichs Libyen (1951 bis 1969) und Libyens (seit 2011)

Libiya, Libiya, Libiya (arabisch ليبيا، ليبيا، ليبيا, DMG Lībiyā, Lībiyā, Lībiyā ‚Libyen, Libyen, Libyen‘) ist die Nationalhymne von Libyen. 
Sie wurde mit der Ausrufung der Unabhängigkeit im Jahre 1951 als Nationalhymne des Königreichs Libyen eingeführt und behielt bis zum Sturz der Monarchie durch Muammar al-Gaddafi am 1. September 1969 ihre Gültigkeit. Nach der Machtübernahme Muammar al-Gaddafis wurde Libya, Libya, Libya durch das Lied Allahu Akbar abgelöst, das ursprünglich als Marschlied der Streitkräfte Ägyptens entstanden war. 
Der am 27. Februar 2011 gebildete Nationale Übergangsrat führte zusammen mit der alten Flagge des Königreichs auch die frühere Nationalhymne wieder ein. Die dritte Strophe des von al-Baschir al-Arebi verfassten Textes, die dem früheren König Idris I. gewidmet war, wurde umgeschrieben und ehrt jetzt den libyschen Nationalhelden Omar Mukhtar, der Anführer des libyschen Widerstandes gegen die italienischen Kolonialisten war. Die Musik stammt von dem ägyptischen Musiker Mohammed Abdel Wahab, der auch die Musik für die tunesische Nationalhymne Humat al-hima und die Nationalhymne der Vereinigten Arabischen Emirate ʿĪschī bilādī komponierte und das musikalische Arrangement der ägyptischen Nationalhymne Biladi, Biladi, Biladi vornahm.

## Der Text im arabischen Original
يا بلادي بجهادي وجلادي

ادفعي كيد الأعادي والعوادي

واسلمي اسلمي اسلمي

اسلمي طول المدى إننا نحن الفدا

ليبيا ليبيا ليبيا

.1

يا بلادي أنت ميراث الجدود

لا رعى الله يداً تمتد لك

فاسلمي، إنا -على الدهر- جنود

لا نبالي إن سلمت من هلك

وخذي منا وثيقات العهود

إننا يا ليبيا لن نخذلك

لن نعود للقيود قد تحررنا وحررنا الوطن

ليبيا ليبيا ليبيا

.2

جرّد الأجداد عزماً مرهفاً

يوم ناداهم منادٍ للكفاح

ثم ساروا يحملون المصحفا

باليد الأولى، وبالأخرى سلاح

فإذا في الكون دين وصفا

وإذا العالم خير وصلاح

فالخلود للجدود إنهم قد شرفوا هذا الوطن

ليبيا ليبيا ليبيا

.3

حيّ المختار أمير الفاتحين

إنه في ليبيا رمز الجهاد

حمل الراية فينا باليمين

وتبعناه لتحرير البلاد

فانثنى بالمجد والفتح المبين

وركزنا فوق هامات النجاد

رايةً حرّةً ظللت بالعز أرجاء الوطن

ليبيا ليبيا ليبيا

.4

يا ابن ليبيا، يا ابن آساد الشرى

إننا للمجد والمجد والمجدُ لنا

مذ سرونا حمد القوم السرى

بارك الله لنا استقلالنا

فابتغوا العلياء شأواً في الورى

واستعدوا للوغى أشبالنا

للغلاب يا شباب إنما الدنيا كفاح للوطن

ليبيا ليبيا ليبيا

## Refrain und erste Strophe in Umschrift
Yā Bilādī Yā Bilādī bi-Ǧihādī wa-Ǧilādī

Idfaʿī Kayd al-Aʿādī wa-l-ʿawādī wa-slamī

Islamī Islamī Islamī Ṭūl al-Madā Innanā Nahnu l-Fidā

Lībiyā Lībiyā Lībiyā.

1. Yā Bilādī Anti Mīrāṯu l-Ǧudūd

Lā Raʿā llāhu Yadan Tamtaddu Lak

Fa-slamī Innā ʿalā d-dahri Ǧunūd

Lā Nubālī In Salimti Man Halak

Wa-Ḫuḏī Minnā Waṯīqāti l-ʿUhūd

Innanā Yā Lībiyā Lan Naḫḏilak

Lan naʿūd li-l-Quyūd Qadd Taḥarrarnā wa-ḥarrarnā l-Waṭan

Lībiyā Lībiyā Lībiyā.

## Deutsche Übersetzung
Oh mein Land! Mit meinem Kampf und meiner Geduld

Vertreibe die Feinde und das Missgeschick,

Und überlebe!

Überlebe durch alle Widrigkeiten, wir sind deine Garanten

Libyen, Libyen, Libyen!

1. Oh mein Land! Du bist das Erbe der Großväter,

Möge Allah jede Hand abwehren, die Dir Schaden zufügen könnte,

Wenn Du überlebst, kümmert es uns nicht, wenn wir fallen.

Dir gelten unsere stillen Gebete

Dass wir, oh Libyen, uns Dir niemals als unwürdig erweisen

Wir werden niemals in die Fesseln zurückkehren, wir wurden befreit,

und wir haben unser Heimatland befreit:

Libyen, Libyen, Libyen!

2. Unsere Großväter nahmen ihre Schwerter 

als der Kampf sie rief

Den heiligen Koran in der einen, das Schwert in der anderen Hand tragend

Stritten sie, bis sie Glauben, Frieden und Wohlergehen 

in die Welt gebracht hatten

Ihnen sei ewiger Ruhm

Sie erbauten das Fundament unserer Rechtschaffenheit,

Libyen, Libyen, Libyen.

3. Erweist Mukhtar die Ehre, dem Prinzen der Eroberer

Er ist das Symbol des Kampfes und des Dschihad

Er trug unsere Flagge hoch erhoben

Und wir folgten ihm, unser Land zu befreien

Er wurde mit Ruhm und Siegesmanifest gepriesen

Und erhob Libyen in den Himmel

Eine freie Flagge

Über einem reichen Land,

Libyen, Libyen, Libyen.

4. Oh Sohn Libyens, reicher Sohn der Löwen

Wir stehen für den Ruhm

Und der Ruhm ist dein

Als wir unseren Kampf begannen, war das gesamte Volk mit uns

Möge Allah unsere Unabhängigkeit schützen

Strebt nach den höchsten Höhen

Und seid bereit zum Streit, oh unsere Jugend

Leben ist Krieg für den Ruhm unseres Heimatlandes,

Libyen, Libyen, Libyen.